# Robert Burn
Robert Burn (1937) è un naturalista, malacologo e citizen scientist australiano.
Ha descritto circa 100 specie di nudibranchi ed è coautore di circa 100 articoli pubblicati su riviste scientifiche per sessant'anni. È il principale scopritore vivente di specie di nudibranchi a Victoria, in Australia. La sua prima pubblicazione da solista, Nudibranchs and related molluscs, è stata pubblicata da CSIRO Publishing nel febbraio 2016.

## Riconoscimenti
Il genere di nudibranco Burnaia è chiamato in suo onore.

## Opere
- (EN) Robert Burn, Nudibranchs and related molluscs, Melbourne, Victoria, Australia, Museum Victoria, 2015, ISBN 9780980381382.

| Burn è l'abbreviazione standard utilizzata per le specie animali descritte da Robert Burn. Categoria:Taxa classificati da Robert Burn |